# حيوان أرضي

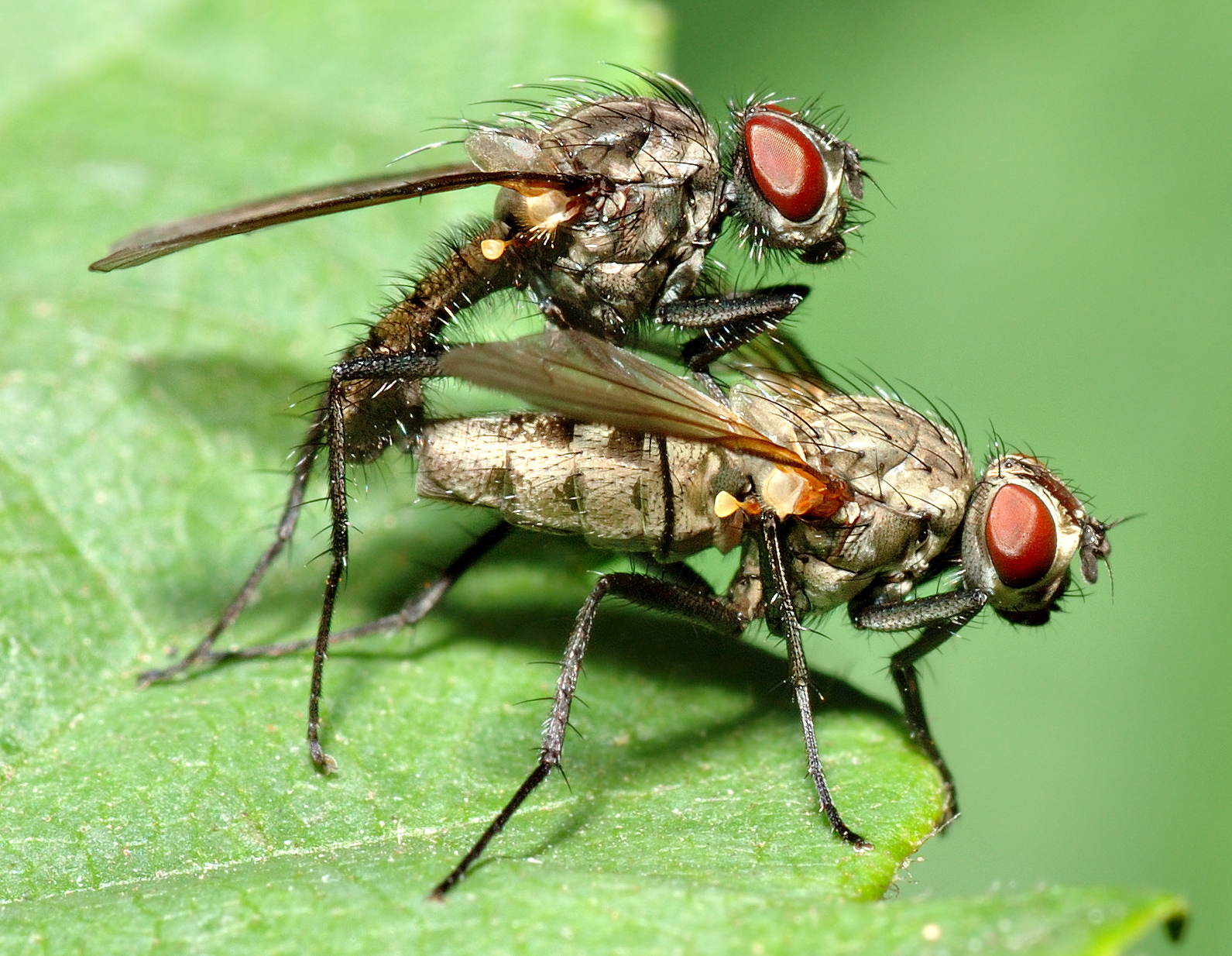

الحيوانات الأرضية أو البرية هي حيوانات تعيش بشكل أساسي أو كلي على اليابسة (مثل القطط والنمل والعناكب)، مقارنة بالحيوانات المائية التي تعيش بشكل رئيسي أو كلي في الماء (مثل الأسماك أو الكركند أو الأخطبوطات) أو البرمائيات، التي هي مزيج من الموائل المائية والبرية (على سبيل المثال، الضفادع ، أو السمندر المائي). وتشمل اللافقاريات الأرضية النمل والذباب والصراصير والجنادب والعناكب.